# Soulslike
Een Soulslike of Souls-like, soms ook wel Soulsborne genoemd, is een subgenre van actierollenspellen. De term is afgeleid van het computerspel Demon's Souls en de populaire Dark Souls-serie, beide ontwikkeld door FromSoftware. Hoewel de term "Soulslike" vaak wordt gebruikt, is er discussie over de vraag of het echt een genre genoemd kan worden of het slechts een verzameling van gedeelde spelmechanismen en kenmerken is.

## Ontstaan
Het Soulslike-genre ontstond met de uitgave van Demon's Souls in 2009, ontwikkeld door FromSoftware onder leiding van Hidetaka Miyazaki. Dit spel introduceerde de kenmerkende eigenschappen die zouden worden gebruikt in Dark Souls, uitgebracht in 2011 en algemeen beschouwd als de spirituele opvolger. De latere uitgaves van FromSoftware die ook als Soulslike worden beschouwd, zijn onder meer Bloodborne, Dark Souls II, Dark Souls III en Elden Ring. De classificatie van Sekiro: Shadows Die Twice als Soulslike wordt echter betwist vanwege het ontbreken van enkele kenmerkende eigenschappen die typisch zijn voor Soulslike-spellen.
De populariteit van de spellen van FromSoftware, met name de Dark Souls-serie, heeft geleid tot een toename van spellen die geïnspireerd zijn op de formule van FromSoftware en het gebruik van de term "Soulslike". Het eerste Soulslike-spel buiten de uitgaves van FromSoftware, was Lords of the Fallen uit 2014. Dit spel stond bekend als de eerste poging van een andere ontwikkelaar om de Dark Souls-formule na te volgen.

## Kenmerken
Het Soulslike-genre onderscheidt zich door unieke spelmechanismen en ontwerpkeuzes die een specifieke spelervaring bieden.

### Hoge moeilijkheidsgraad
Soulslike-spellen staan bekend om hun uitdagende gameplay die geduld, vaardigheid en doorzettingsvermogen vereist. De gevechten in deze spellen zijn methodisch en strategisch, waarbij timing, positionering en het beheer van de levenspunten en het uithoudingsvermogen van het spelkarakter cruciaal zijn. Spelers moeten vaak omgaan met beperkte middelen, zoals een beperkte hoeveelheid geneeskrachtige dranken of wapens die kunnen breken. Herhaaldelijk falen is gebruikelijk voordat succes wordt behaald.
Er is doorgaans een checkpointmechanisme aanwezig dat vergelijkbaar is met de "bonfires" in Dark Souls. Deze checkpoints vormen een brug tussen gevechtsmomenten en veilige zones waar spelers hun vaardigheden kunnen verbeteren. Wanneer deze checkpoints worden gebruikt, worden de vijanden in het spelwereld echter opnieuw tot leven gewekt. Bij overlijden verliezen spelers hun opgebouwde valuta of ervaringspunten en worden ze teruggebracht naar de laatste checkpoint. Ze kunnen de verloren valuta terugwinnen door terug te keren naar de plaats van hun dood. Als ze opnieuw sterven voordat ze de verloren beloningen hebben bereikt, gaan deze permanent verloren, wat de noodzaak van voorzichtigheid benadrukt.

### Wereldontwerp en verhaal
Soulslike-spellen beschikken doorgaans over een zorgvuldig ontworpen en onderling verbonden wereld. Spelers kunnen eerdere locaties opnieuw bezoeken door nieuwe paden of sluiproutes te ontdekken, wat de verkenning en ontdekking van de spelwereld bevordert. Hoewel niet vereist, spelen veel Soulslike-spellen zich af in een grimmige fantasiewereld.
In plaats van uitgebreide cutscenes, presenteren Soulslike-spellen hun verhalen vaak subtiel via itembeschrijvingen, details in de omgeving en cryptische dialogen met NPC's. Dit stimuleert spelers om de spelwereld en haar geschiedenis zelf te onderzoeken en te interpreteren.

## Bekende spellen
Naast de titels ontwikkeld door FromSoftware worden ook de volgende spellen vaak beschouwd als onderdeel van het Soulslike-subgenre: Lies of P, Lords of the Fallen, de The Surge-serie, de Nioh-serie, Remnant: From the Ashes en Remnant 2, Salt and Sanctuary, Hollow Knight, Mortal Shell, Blasphemous, Code Vein en Another Crab's Treasure.

## Kritiek
De term "Soulslike" is onderwerp van discussie met betrekking tot zijn betekenis en nut. Critici en computerspelontwikkelaars vragen zich af of "Soulslike" daadwerkelijk een op zichzelf staand genre vertegenwoordigt of slechts een verzameling van spelmechanismen is die zijn overgenomen van de spellen waaraan de term refereert.
Sommige ontwikkelaars beschouwen de term als nuttig omdat deze spelers een indicatie geeft van wat ze kunnen verwachten, op een vergelijkbare wijze als de term "Metroidvania" functioneert binnen zijn genre. Daarentegen wordt "Soulslike" door anderen gezien als een misleidende aanduiding die te breed wordt toegepast op spellen met slechts oppervlakkige gelijkenissen met de Dark Souls-serie, zoals een hoge moeilijkheidsgraad of een grimmige fantasiewereld. Deze breedte in de toepassing van de term kan leiden tot onrealistische verwachtingen bij spelers, wat op zijn beurt kan resulteren in teleurstelling wanneer spellen niet voldoen aan de typische kenmerken van een Soulslike.